# Reprezentacja Turcji w hokeju na lodzie mężczyzn
Męska Reprezentacja Turcji w hokeju na lodzie – jedna z najmłodszych reprezentacji należących do IIHF. Nie odniosła dotąd większych sukcesów. Ośmiokrotnie uczestniczyła w mistrzostwach świata, gdzie 3 razy grali w II dywizji, a 5 w III dywizji. W 2010 roku ponownie zagra w drugiej dywizji. W rankingu IIHF Turcja zajmuje 41. miejsce (na 48 sklasyfikowanych). Turcja uczestniczyła w kwalifikacjach olimpijskich do igrzysk w 2010 roku. Jednak już w pierwszej rundzie odpadła, przegrywając wszystkie mecze, zajmując ostatnie, czwarte miejsce w swojej grupie

## Wyniki na Mistrzostwach Świata
- 2002: 6. miejsce w II dywizji (spadek)
- 2003: 3. miejsce w III dywizji
- 2004: 2. miejsce w III dywizji (awans)
- 2005: 6. miejsce w II dywizji (spadek)
- 2006: 2. miejsce w III dywizji (awans)
- 2007: 6. miejsce w II dywizji (spadek)
- 2008: 4. miejsce w III dywizji
- 2009: 2. miejsce w III dywizji (awans)
- 2010: 6. miejsce w II dywizji Grupie A (spadek)
- 2011: 3. miejsce w III dywizji
- 2012: 1. miejsce w III dywizji (awans)
- 2013: 5. miejsce w II dywizji Grupie B
- 2014: 6. miejsce w II dywizji Grupie B (spadek)
- 2015: 2. miejsce w III dywizji
- 2016: 1. miejsce w III dywizji (awans)
- 2017: 6. miejsce w II dywizji Grupie B (spadek)